# ALH84001

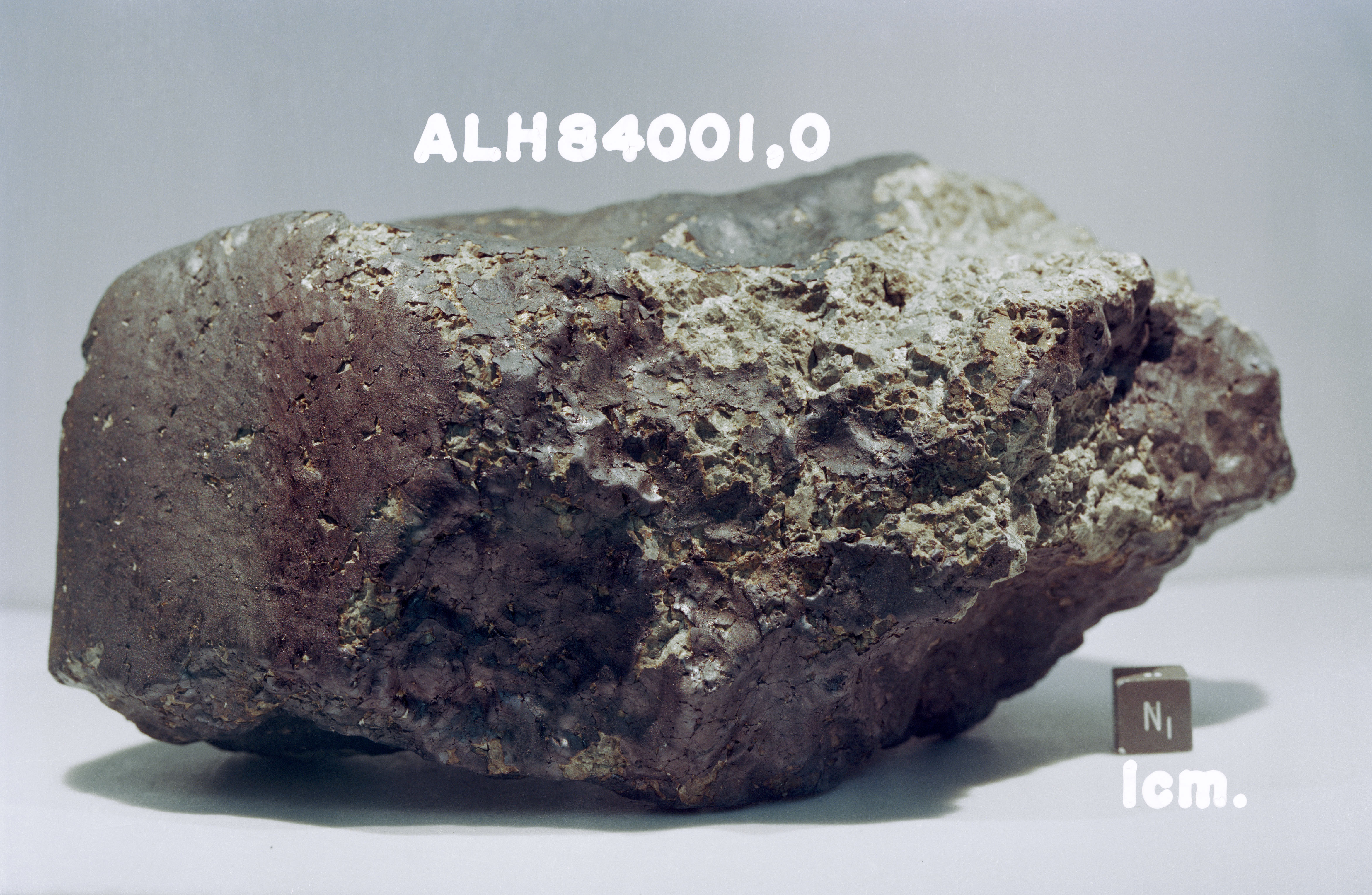
ALH84001, một trong những thiên thạch đáng chú ý nhất trong giới thiên văn học

ALH84001 (viết tắt của Allan Hills 84001) là một trong những thiên thạch gây nhiều tranh cãi nhất trong giới thiên văn học. Nó có thể là bằng chứng về sự tồn tại có thể từng có của sự sống trên sao Hỏa.

## Những vấn đề xung quanh

### Những phát hiện gây chấn động

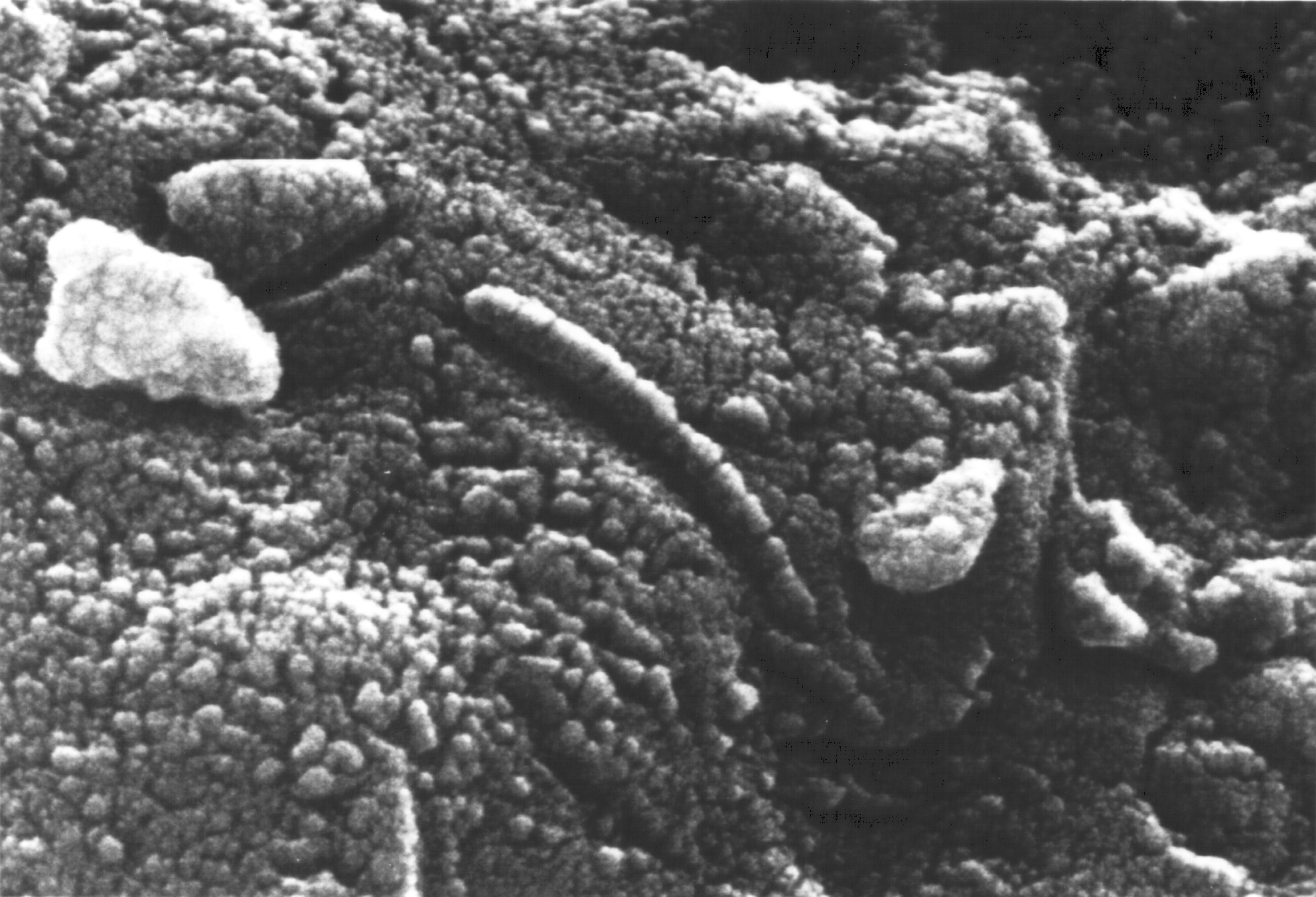
Những phát hiện gây chấn động: Cấu trúc hình sâu, hình trứng và các cấu trúc khác

ALH84001 được tìm thấy ở Nam Cực vào năm 1984. Vào tháng 8 năm 1996, NASA và độ nghiên cứu của Đại học Stanford loan báo rằng họ đã phát hiện ra những phần còn sót lại đã hóa thạch của sự sống-vi khuẩn cổ đại bên trong thiên thạch này. Nguồn gốc từ sao Hỏa được khẳng định bằng cách tìm ra những chất khí bị giữ lại bên trong thiên thạch này tương ứng với các dữ kiện về khí quyển trên sao Hỏa do tàu vũ trụ Viking mang về Trái Đất. Những cấu trúc tương tự hóa thạch sắp xếp theo kích cỡ từ khoảng các dạng giống con sâu 0,4 micron xuống tới những hình trứng kích cỡ 0,004 micro. Cũng có những cấu trúc hình ống và hình cầu, tất cả đều nhỏ hơn tế bào vi khuẩn nhỏ nhất được biết đến trên Trái Đất hiện nay. Điều này đã gây ra một luồng dư luận mạnh mẽ.

### Mâu thuẫn với giả thuyếtkhoa họchiện hành
Chứng cớ khoa học hiện nay đưa ra giả thuyết rằng không có vật gì thực sự sống động bó gọn trong cơ thể nhỏ hơn 0,2 micron hoặc 200 nanomet nếu xét về đường kính. Nếu theo giả thuyết này, những gì được phát hiện trong ALH84001 quá nhỏ không thể là các tế bào sống. Điều này khiến cuộc tranh cãi tiếp tục.